# Waterstof-6
Waterstof-6 of 6H is een radioactieve isotoop van waterstof. De kern bestaat uit een proton en 5 neutronen. De isotoop komt van nature niet op Aarde voor.

## Radioactief verval
Waterstof-6 bezit een extreem korte halfwaardetijd, namelijk 2,9 × 10−22 seconden. Via drievoudige neutronemissie vervalt het naar tritium:
{\displaystyle {\ce {^6_1H -> ^3_1H + 3^1n}}}
Tritium vervalt nadien verder door bètaverval tot de stabiele isotoop helium-3:
{\displaystyle {\ce {{^{3}_{1}H}->{^{3}_{2}He}+{e^{-}}+{\bar {\nu }}_{e}}}}
Een andere vervalroute is de neutronemissie tot het zeer instabiele waterstof-5:
{\displaystyle {\ce {^6_1H -> ^5_1H + ^1n}}}
1H · 2H · 3H · 4H · 5H · 6H · 7H